# Бато, Дельфин
Дельфин Бато (фр. Delphine Batho; род. 23 марта 1973[…], XII округ Парижа) — государственный и политический деятель Франции. С 2012 по 2013 год занимала должность министра экологии, устойчивого развития, транспорта и жилищного строительства Франции.

## Биография
Родилась 23 марта 1973 года во французском городе Париже. Окончила парижский лицей Генриха IV, а затем поступила в Университет Париж Дидро. В студенческие годы была лидером студенческого самоуправления и общественной антирасистской организации SOS Racisme. В 1992 году окончила университет, став бакалавром исторических наук. В 1994 году присоединилась к Социалистической партии Франции. С 20 июня 2007 года по 21 июня 2012 года была депутатом Национального собрания Франции от департамента Дё-Севр.
21 июня 2012 года была назначена на должность министра экологии, устойчивого развития, транспорта и жилищного строительства Франции в правительстве премьер-министра Жан-Марка Эро. 2 июля 2013 года была отправлена в отставку президентом Франции Франсуа Олландом за то, что позволила себе критиковать его политику по сокращению бюджетных расходов на экологию.
22 июня 2017 года вступила в борьбу за пост председателя фракции «Новые левые» в Национальном собрании, но по итогам выборов уступила Оливье Фору (он получил 28 голосов из 31).
В мае 2018 года объявила о выходе из Соцпартии и намерении уже в сентябре возглавить организацию Экологическое поколение (Génération écologie) численностью около 2000 человек. На вопрос газеты «le Monde» о причинах этого шага объяснила его желанием вывести проблемы экологии в центр политической жизни Франции.